# Монтемурло
Монтемурло (італ. Montemurlo) — муніципалітет в Італії, у регіоні Тоскана,  провінція Прато.
Монтемурло розташоване на відстані близько 260 км на північний захід від Рима, 24 км на північний захід від Флоренції, 7 км на північний захід від Прато.
Населення — 18 451 особа (2014).
Щорічний фестиваль відбувається 3 травня. Покровитель — Esaltazione della Croce.

## Демографія
Населення за роками:

Станом на 1 січня 2023 року в муніципалітеті офіційно проживало 2840 іноземців з 58 країн, серед них 188 громадян країн Євросоюзу та 14 громадян України.

## Сусідні муніципалітети
- Альяна
- Кантагалло
- Монтале
- Прато
- Ваяно